# Jan Minnema de With
Jan Minnema de With (Dokkum, 4 februari 1762 − Buitenpost, 18 september 1820) was een Nederlands militair en bestuurder.

## Biografie
De With was een telg uit het geslacht De With en een zoon van de militair en zich in 1729 in de Nederlanden gevestigde VOC-werknemer Jens Niehen True, zich later noemende Jan de With (1715-1781) en Wickje Minnema (1725-1786). Hij trouwde in 1794 met Catharina van Haersma (1764-1828) waarna nageslacht van hem de naam Van Haersma de With aannam, de naam die anno 2019 door nageslacht alleen nog gevoerd wordt. Zij waren de ouders van onder anderen jhr. mr. Daniel de Blocq van Haersma de With (1797-1857).
Vanaf 1780 was hij ritmeester in Statendienst. Vervolgens werd hij belastingontvanger, secretaris van Achtkarspelen, notaris te Buitenpost om van 1812 tot 1816 de eerste en enige burgemeester van die laatste gemeente te worden alvorens die opging in de gemeente Achtkarspelen. Vanaf 1812 was hij ook president van de kantonnale vergadering van Buitenpost.